# Vintage & New, Gift Shits
『Vintage & New, Gift Shits』は、Hi-STANDARDの4枚目のシングル。2016年12月7日にPIZZA OF DEATH RECORDSよりリリースされた。

## 概要
前作より2ヶ月ぶりとなるシングル。全曲カバー曲のみで構成され、新録のカバー曲2曲と過去にリリースされたアナログ盤に収録されていたカバー音源2曲が収められている。
ジャケットはHongolian（BBQ CHICKENS）が担当。
翌年に発売されたアルバム『THE GIFT』には全曲収録されていない。

## チャート成績
- 2016年12月19日付のオリコン週間ランキングでは週間3位にランクインした[4]。

## ミュージック・ビデオ
2016年11月30日に「You Can't Hurry Love」のミュージックビデオが公開。監督はNikivision。2022年5月現在270万回以上再生されている。

## 収録曲
1. I Get Around（original:ザ・ビーチ・ボーイズ）
新録
2. You Can’t Hurry Love（original:スプリームス）
新録
3. Money Changes Everything（original:シンディ・ローパー）
1997年1月21日発売の7インチアナログレコード『I DON'T NEED TROUBLE BECAUSE OF...MONEY』の収録音源
4. Happy Xmas(War Is Over)（original:ジョン・レノン）
1997年12月5日発売のWIZOとのスプリットシングル『WEIHNACHTEN STINKT!』の収録音源